# Торпедні крейсери типу «Тупі»
Тип «Тупі» складається з трьох торпедних крейсерів, побудованих у Німеччині для ВМС Бразилії. Кораблі типу були названі на честь корінних народів Бразилії.

## Конструкція
Перші два «Тупі» і «Тімбіра» були спущені на воду у 1893 році, а останній, «Тамойо», в 1895 році. Між кораблями були невеликі технічні відмінності, найбільш помітними у випадку «Тамойо». «Тупі» мав водотоннажність 1190 тонн, 79,20 м в довжину, 9,38 м в ширину, 3,05 м осадки, аналогічні характеристики мав і «Тімбіра», за винятком довжини, яка становила 76,10 м. «Тамойо» мав водотоннажність 1080 тонн, довжину 86,04 м, ширину 8,80 м, осадку 3,80 м.

## Історія служби
Перші два крейсери були прийняті до складу ВМС у 1896 році, останній — у 1900 році.
Кораблі несли службу мирного часу, пов'язану з участю у навчаннях та візитах ввічливості до портів інших держав. На початку Першої світової війни на той час відносно застарілі кораблі долучалися до патрулювання узбережжя Бразилії.
Кораблі були здані на металобрухт у 1920 році.